# Dysphania thyriantina
Dysphania thyriantina là một loài bướm đêm trong họ Geometridae.